# Margaret Eaton
Ellen Margaret Eaton (née le 1er juin 1942, Bradford, Angleterre) est une pair à vie du Parti conservateur à la Chambre des lords depuis 2010.

## Biographie
Née en 1942 sous le nom d'Ellen Margaret Midgley de John et Evelyn (née Smith) Midgley, elle fréquente la Hanson Grammar School et le Balls Park Teacher Training College (Cert. Ed). Elle travaille comme institutrice. En 1969, elle épouse John Eaton, avec qui elle a un fils et une fille.
Elle est conseillère du Bradford Metropolitan Borough Council depuis 1986, chef du groupe conservateur en 1995 et présidente du conseil de 2000 à 2006. et est présidente de l'Association des gouvernements locaux jusqu'en juin 2011. Elle est membre du Comité des régions de 2003 à 2006, Lieutenant adjoint du Yorkshire de l'Ouest depuis 2008.
Elle est Officier de l'Ordre de l'Empire britannique (OBE) dans les honneurs d'anniversaire de 2003, Dame Commandeur de l'Ordre de l'Empire britannique (DBE) dans les honneurs du Nouvel An 2010. Elle est créée baronne Eaton, de Cottingley, dans le Yorkshire de l'Ouest le 21 juillet 2010. Elle reçoit un doctorat honorifique en droit de l'Université de Bradford en décembre 2012.